# Quiende
Quiende, também grafada como Kiende, é uma cidade e comuna angolana que se localiza na província de Zaire, pertencente ao município de Mabanza Congo.